# Жозеф Антуан д'Антрекасто
Жозеф Антуан Раймон дьо Брюни д'Антрекасто (на френски: Antoine Raymond Joseph de Bruni d'Entrecasteaux) е френски военноморски офицер, мореплавател, изследовател на Океания, колониален губернатор.

## Ранни години и военна кариера (1737 – 1791)
Роден е на 8 ноември 1737 година в Екс ан Прованс, регион Прованс-Алпи-Лазурен бряг, Франция. До 15-годишна възраст учи в йезуитско училище с намерението да стане свещеник в Обществото на Исус, но баща му се намесва и през 1754 го изпраща във френския флот. Д'Антрекасто се включва в Седемгодишната война (1756 – 1763) между Англия и Франция, като участва в битката при Менорка. След войната служи в Средиземно море и Индийския океан, като се занимава и с хидрографска дейност.
През 1769 става командир на малък платноходен кораб участва в завоюването на остров Корсика от Франция, а през 1778 е командир на фрегата и отново участва във военни действия против Англия.
През 1785 д'Антрекасто е назначен за командващ френската ескадра в Индийския океан и открива нов път към Кантон в Китай през Зондския проток и Молукските острови, който можел да се ползва в сезона на югоизточните мусони. По-късно е назначен за губернатор на тогавашната френска колония Мавриций.

## В търсене на изчезналата експедиция на Лаперуз (1791 – 1793)
През септември 1791 националното събрание на Франция решава да изпрати специална експедиция за търсене на изчезналата експедиция на Жан-Франсоа Лаперуз, от която няма никакви известия от 1788 г., след като напуска залива Ботани Бей в Австралия. За командир на експедицията, състояща се от два кораба „Търсене“ (Recherche) и „Надежда“ (Espérance) е назначен д'Антрекасто, който малко преди това е произведен в чин контраадмирал.
На 28 септември 1791 корабите отплават от Брест. На 17 януари 1792 в Кейптаун английският капитан Хънтър съобщава на д'Антрекасто, че на един от Адмиралтейските о-ви видял хора облечени като френски моряци, но не могъл да акостира на брега поради силното вълнение. Научавайки тази новина д'Антрекасто се отправя веднага натам.
През април 1792 изследва югоизточното крайбрежие на остров Тасмания и на 24 април открива залива Решерш (43°30′ ю. ш. 147°04′ и. д. / 43.5° ю. ш. 147.066667° и. д.) и остров Брюни (43°22′ ю. ш. 147°17′ и. д. / 43.366667° ю. ш. 147.283333° и. д.). На 28 май 1792, след щателно изследване бреговете на Тасмания, д'Антрекасто отплава към Тихия океан. На 17 юни достига бреговете на Нова Каледония и започва търсенето. През лятото изследва югозападното крайбрежие на Нова Каледония, бреговете на Соломоновите о-ви, през протока между островите Нова Ирландия и Нова Британия и на 28 юли достига Адмиралтейските о-ви, но сведенията на капитан Хънтър се оказват неверни и експедицията се отправя към Молукските о-ви за попълване на запасите от провизии.
На 14 октомври напуска Молукските о-ви и се отправя на юг. През декември 1792 изследва южното крайбрежие на Австралия от 116º и.д. (нос д`Антрекасто) до 131º 30` и.д., като открива залива Есперанс (121º 57` и.д.) и архипелага Решерш (вторично, 122º и.д.). На 22 януари 1793 на югозападното крайбрежие на остров Тасмания изследва залива Щорм и в северната му част открива устието на река Деруент.
На 28 февруари 1793 д'Антрекасто напуска Тасмания и се отправя на изток към Нова Зеландия. На 15 март 1793 в о-вите Кермадек открива остров Раул (29°15′ ю. ш. 177°55′ з. д. / 29.25° ю. ш. 177.916667° з. д.), минава през о-вите Тонга и поема на запад към Нова Каледония. На 17 април открива остров Ботан-Бопре (20°24′ ю. ш. 166°08′ и. д. / 20.4° ю. ш. 166.133333° и. д.) в о-вите Лоялти, Френския риф (19°25′ ю. ш. 163°11′ и. д. / 19.416667° ю. ш. 163.183333° и. д.) и рифовете д`Антрекасто с остров Юон (18°02′ ю. ш. 162°58′ и. д. / 18.033333° ю. ш. 162.966667° и. д.) северозападно от Нова Каледония. Д`Антрекасто пребивава на о-вите Санта Крус, които се готвел да посети и Лаперуз, и виждат далеч на югоизток нов остров, който нанася на картата, но не подхожда към него, а този остров Ваникоро е същия, край който претърпяват корабокрушение корабите на Лаперуз през 1788. След това отново посещава Соломоновите о-ви и в средата на май 1793 открива о-вите Ренар (10°55′ ю. ш. 153°00′ и. д. / 10.916667° ю. ш. 153° и. д.) и остров Мисима (10°40′ ю. ш. 152°45′ и. д. / 10.666667° ю. ш. 152.75° и. д.) в архипелага Луизиада. През юни плава покрай източните брегове на Нова Гвинея и открива о-вите Д`Антрекасто (9°35′ ю. ш. 150°50′ и. д. / 9.583333° ю. ш. 150.833333° и. д., в т.ч. Амфлет, Гуденаф, Добу, Норманби, Санароа и Фергюсън), о-вите Тробриан (8°35′ ю. ш. 151°05′ и. д. / 8.583333° ю. ш. 151.083333° и. д., в т.ч. Егум и Киривина), залива Юон (7°00′ ю. ш. 147°20′ и. д. / 7° ю. ш. 147.333333° и. д.), п-ов Юон, разположен северно от залива и част от североизточните брегове на Нова Гвинея.
По време на плаването си по ирония на съдбата д'Антрекасто минава само на няколко мили от остров Ваникоро (в о-вите Санта Крус), на който след повече от 50 години през 1828 Жул Дюмон-Дюрвил, друг френски мореплавател, открива останките от изчезналата експедиция на Лаперуз, но по това време вече никой не е жив от нейните участници.
На 21 юли 1793 сериозно болния д'Антрекасто умира от скорбут край остров Нова Британия. Новият командир на експедицията взема решение за плаване към Сурабая. Там членовете на експедицията научават за Френската революция (1789 – 1799) и поради нежеланието им да предадат корабите на републиканското правителство на 18 февруари 1794 се предават на холандските власти в Индонезия. Чак след сключването на Амиенския мирен договор през 1802, документите на експедицията са доставени във Франция и публикувани.

## Памет
Неговото име носят:
- национален парк д'Антрекасто (34°36′ ю. ш. 115°56′ и. д. / 34.6° ю. ш. 115.933333° и. д.) в щата Западна Австралия, Австралия;
- нос д'Антрекасто (34°50′ ю. ш. 116°00′ и. д. / 34.833333° ю. ш. 116° и. д.) на югозападния бряг на щата Западна Австралия, Австралия;
- остров Брюни (43°22′ ю. ш. 147°17′ и. д. / 43.366667° ю. ш. 147.283333° и. д.) в Тасманово море, край югоизточните брегове на остров Тасмания;
- острови д'Антрекасто (9°35′ ю. ш. 150°50′ и. д. / 9.583333° ю. ш. 150.833333° и. д.) в Коралово море, част от територията на Папуа Нова Гвинея;
- проток д'Антрекасто – отделящ остров Брюни от остров Тасмания;
- река д'Антрекасто – в най-южната част на остров Тасмания;
- риф д'Антрекасто (31°58′ ю. ш. 131°55′ и. д. / 31.966667° ю. ш. 131.916667° и. д.) в Индийския океан, край бреговете на щата Южна Австралия, Австралия;
- рифове д'Антрекасто (18°30′ ю. ш. 162°52′ и. д. / 18.5° ю. ш. 162.866667° и. д.) в Коралово море, част от територията на Нова Каледония;
- бронепалубен крайцер Д'Антрекасто.

## Трудове
- Voyage de d'Entrecasteaux...envoyé à la recherche de la Perouse, I-II, Paris, 1808.